# القيادة المركزية للولايات المتحدة

نطاق مهام القيادة المركزية الأمريكية باللون الأصفر

القيادة المركزية للولايات المتحدة وتُعرف اختصارًا بـ USCENTCOM أو CENTCOM هي واحدة من أحد عشر قيادة مُقاتِلة موحَّدة لوزارة الدفاع الأمريكية. تأسَّست القيادة المركزية للولايات المتحدة عام 1983 وتولت المسؤوليات السابقة لما كان يُعرف حينها باسمِ قوة المهام المشتركة للانتشار السريع. تشملُ مسؤولية القيادة المركزية للولايات المتحدة منطقة الشرق الأوسط بما في ذلك مصر في إفريقيا وآسيا الوسطى وأجزاء من جنوب آسيا. تُعتبر هذه القيادة هي الوجود الأمريكي الرئيسي في العديد من مناطق العمليات العسكرية بما في ذلك حرب الخليج الثانيّة، والحرب في أفغانستان وحرب العراق من 2003 إلى 2011. تُنشر اعتبارًا من عام 2015 قوات القيادة المركزية الأمريكية بشكلٍ أساسي في أفغانستان كجزءٍ من مهمة الدعم الحازم لحلف الناتو (من 2015 إلى 2021)، كما تنتشر هذه القوات في العراق وسوريا كجزءٍ من عملية العزم الصلب منذ عام 2014 لكنها تكتفي هناك بتقديمِ الدعم والمشورة. تقبعُ القيادة المركزية للولايات المتحدة منذ الثامن والعشرين من آذار/مارس 2019 تحتَ قيادة كينيث مكينزي الجنرال في قوات مشاة بحرية الولايات المتحدة. من بينِ جميع قيادات المقاتلين الأمريكيين الإقليمية الموحدة السبعة، تُعدُّ القيادة المركزية الأمريكية من بين ثلاثة قيادات يقعُ مقرها خارج منطقة عملياتها حيثُ أنها تنشطُ في الشرق الأوسط لكنها تتخذُ من قاعدة ماكديل الجوية في تامبا بولاية فلوريدا مقرًا لها. بنت القيادة المركزية للولايات المتحدة مقرًا جديدًا لها عام 2002 في قاعدة السيلية العسكرية بالعاصِمة القطريّة الدوحة ثمّ انتقلت عام 2009 إلى مقرها الجديد في قاعدة العديد الجوية.

## التاريخ
تأسست القيادة المركزية للولايات المتحدة في فاتح كانون الثاني/يناير 1983، وكما يُوحي اسمها فالقيادة المركزية للولايات المتحدة تُغطِّي «المنطقة المركزية» من الكرة الأرضية الواقعة بين القيادة الأفريقية والأوروبية وقيادة المحيطين الهندي والهادئ. لقد أكَّدت أزمة الرهائن في إيران والغزو السوفياتي لأفغانستان على الحاجة إلى تعزيز المصالح الأمريكية في المنطقة، فأنشأ الرئيس جيمي كارتر قوة المهام المشتركة للنشر السريع (بالإنجليزية: Rapid Deployment Joint Task Force)‏ التي تُعرف اختصارًا بـ RDJTF في آذار/مارس 1980. اتُخذت خطوات لتحويل قوة المهام المشتركة للنشر السريع إلى قيادة موحدة دائمة على مدى عامين. كانت الخطوة الأولى هي جعل قوة المهام المشتركة للنشر السريع مستقلة عمَّا عُرف حينها باسمِ قيادة الاستعداد الأمريكية، ثمّ تلاها تفعيلُ القيادة المركزية الأمريكية في كانون الثاني/يناير 1983.
أبرزت الحرب الإيرانية العراقية بوضوحٍ التوترات المتزايدة في المنطقة، وأدت التطورات مثل التداريب العسكريّة الإيرانية في الخليج العربي إلى العمليات القتالية الأولى للقيادة المركزية الأمريكية. تعرّضت سفينةٌ أمريكيّةٌ كانت تستخدم لتنفيذ عملياتٍ في الخليج العربي خلال الحرب العراقية الإيرانية في السابع عشر من أيّار/مايو 1987 لقصفٍ بعددٍ من الصواريخ التي أطلقتها طائرة عراقية وهو ما تسبَّبَ في سقوطِ 37 ضحية. بعد ذلك بوقتٍ قصيرٍ، وكجزءٍ مما أصبح يُعرف باسمِ حرب الناقلات غيرت الحكومة الفيدرالية للولايات المتحدة العَلَم وأعادت تسمية إحدى عشر ناقلة نفط كويتيّة، حيث رافق هذه الناقلات القيادة الوسطى للقوات البحرية الأمريكية التابعة للقيادة المركزية الأمريكية عبر الخليج العربي إلى الكويت والعودة عبر مضيق هرمز.
كانت الاستراتيجية الإقليمية بحلول أواخر عام 1988 لا تزالُ تركّز إلى حدٍ كبيرٍ على التهديد المحتمل لغزوٍ سوفييتي واسع النطاق لإيران. بدأت القيادة المركزية الأمريكية حينها في الاخطيطِ والاستعداد لهكذا غزوٍ محتملٍ كما دربت عناصر من الجيشِ حتى تكون جاهزة للدفاع عن جبال زاغروس في حالةِ الهجوم السوفييتي. افترضت خطة الطوارئ الرئيسية للقيادة المركزية الأمريكية في خريفِ عام 1989 هجومًا سوفييتيًا عبر إيران إلى الخليج العربي، فدعت الخطة إلى نشر الفرق الأمريكية – ومعظمها قوات خفيفة – إلى السيرِ من الخليج العربي إلى جبال زاغروس ومنع القوات البرية السوفيتية من الاستيلاء على حقول النفط الإيرانيّة.
أعاد الجنرال نورمان شوارزكوف بعد عام 1990 توجيه تخطيط القيادة المركزية الأمريكية لدرء تهديدٍ من العراق إلى أن غزا صدام حسين الكويت، فاستجابَ الرئيس الأمريكي جورج بوش الأب على وجه السرعة لهذا التهديد آمرًا بنشر القوات في الوقت المناسب ومشكّلًا تحالفًا كان يهدفُ إلى ردع العراق عن غزو المملكة العربية السعودية ثمّ بدأت القيادة في التركيز على تحرير الكويت. استمر حشد القوات وتعزَّز أكثر بقرار مجلس الأمن الدولي رقم 678 الذي دعا القوات العراقية إلى مغادرة الكويت. شنّت القوات الأمريكية وقوات عملية عاصفة الصحراء في السابع عشر من كانون الثاني/يناير 1991 حملة اعتراض جوي واسعة النطاق والتي أعدت المسرح لهجومٍ بري للتحالف. لقد تحقَّقَ الهدف الأساسي للتحالف وهو تحرير الكويت حيثُ انسحبت كل القوات العراقيّة من المناطق التي احتلتها في السابع والعشرين من شباط/فبراير ثمّ أُعلنَ في اليوم التالي وقف إطلاق نارٍ وذلك بعد مائة ساعة فقط من بدء الحملة البرية.
لم يؤدِّ انتهاء «الأعمال العدائيّة» إلى إنهاء التوترات في ومع العراق. بدأت القوات الأمريكية في نيسان/أبريل 1991 تقديم المساعدة الإنسانية للأكراد وفرض منطقة حظر طيران في العراق شمال خط العرض 36، كما بدأت في آب/أغسطس 1992 عملية المراقبة ردًا على عدم امتثال صدام لقرار مجلس الأمن الدولي رقم 688 الذي يدين قمعه الوحشي للمدنيين العراقيين في جنوب وشرق العراق. تحت قيادة وسيطرة قوة المهام المشتركة جنوب غرب آسيا، فرضت قوات التحالف – في إطار هذه العملية – منطقة حظر طيران جنوب خط العرض 32، ثم بدأت القوات الأمريكية في كانون الثاني/يناير 1997 التركيز أكثر فأكثر على فرض منطقة حظرِ طيرانٍ أوسع. نفذت القيادة المركزية على مدارِ العقد (1900 – 2000) سلسلة من العمليات لعلَّ أبرزها عملية ثعلب الصحراء (بالإنجليزية: Desert Fox)‏ التي كانت تهدفُ لإجبار صدام على الامتثال بشكل أكبر لرغبات الولايات المتحدة.
جلبت فترةُ التسعينيات أيضًا تحديات كبيرة في الصومال بسببِ التهديد المتزايد «للإرهاب الإقليمي» من هذه الدولة وبسببِ تفشّي المجاعة على نطاقٍ أوسع مع استمرارِ الحرب الأهلية الصومالية. بدأت القيادة المركزية الأمريكية عملية الإغاثة عام 1992 حيثُ قدمت بعض المساعدات الإنسانية للصومال وللنازحين في شمال شرق كينيا، كما دعمت عملية استعادة الأمل (بالإنجليزية: Operation Restore Hope)‏ التي نفذت بها القيادة المركزية الأمريكية قرار مجلس الأمن التابع للأمم المتحدة رقم 794 ثمّ شكّلت قوة عملٍ موحدة متعددة الجنسيات والتي وفرت الأمن حتى نَفَّذَت الأمم المتحدة ما عُرف بعمليّتها الثانية في الصومال في أيّار/مايو 1993. على الرغم من بعض النجاحات التي حققتها عملية الأمم المتحدة الثانية في الصومال وخاصّة في المناطق الريفيّة، إلّا أن الوضع ساء أكثر في العاصِمة مقديشو ودفعت الخسائر الكبيرة في معركة مقديشو عام 1993 في النهاية الرئيس بيل كلينتون إلى الأمر بسحب جميع القوات الأمريكية من الصومال.
كان للهجمات الإرهابية بعد حربِ الخليج تأثيرٌ كبيرٌ على قوات القيادة المركزية الأمريكية وبعدَ تفجير أبراج الخبر عام 1996 والذي أسفر عن مقتل 19 طيارًا أمريكيًا، أطلقت القيادة عمليّة جديدة كانت تهدفُ من خلالها لنقلِ المنشآت الأمريكية إلى مواقع أكثر قابلية للدفاع (مثل قاعدة الأمير سلطان الجوية). هاجمَ من وصفتهم واشنطن بالإرهابيين عام 1998 سفارتي الولايات المتحدة في كينيا وتنزانيا مما أسفر عن مقتل 250 شخصًا بينهم 12 أمريكيًا، كما تعرضت المدمرة الأميركية كول لهجومٍ كبيرٍ في تشرين الأول/أكتوبر 2000 مما أسفر عن مقتل 17 بحارًا أمريكيًا. أجرت القيادة المركزية الأمريكية من نيسان/أبريل إلى تمّوز/يوليو 1999 تمرين عبور الصحراء (بالإنجليزية: Desert Crossing)‏ الذي ركّز على سيناريو الإطاحة بصدام حسين الذي كان يُوصَف من قِبل واشنطن بـ «ديكتاتور العراق». :6–7 خطَّطَت القيادة المركزية للولايات المتحدة «للحرب الصريحة» في مناسبتين على الأقل: أولى عام 1990 حينما اضطرت القيادة المركزية للتعامل مع تهديدِ العراق، وثانيّة عام 2003 حينما خُطِّطَ لما عُرف لاحقًا باسمِ «عملية حرية العراق» وهي العمليّة التي بدأت في التاسع عشر من آذار/مارس 2003 حينما غزت الولايات المتحدة العراق فعليًا.
بعد هزيمة كلٍ من نظام طالبان في أفغانستان (التاسع من تشرين الثاني/نوفمبر 2001) وحكومة صدام حسين في العراق (الثامن من نيسان/أبريل 2003)، واصلت القيادة المركزية الأمريكية «توفير الأمن» للحكومات الجديدة المُنتخَبة في تلك البلدان كما واصلت القيام بعمليات مكافحة التمرد ومساعدة الدولة المُضيفَة فضلًا عن تدريبِ قوات الأمن الوطنيّة. نفذت القيادة المركزية الأمريكية ابتداءً من تشرين الأول/أكتوبر 2002 عملياتٍ في القرن الأفريقي لـ «مكافحة الإرهاب» و«تهيئة بيئةٍ آمنةٍ» و«تعزيز الاستقرار الإقليمي». تضمَّنت هذه العمليات سلسلة من الغارات التي نفذتها القوات الخاصة، كما تضمّنت تقديم المساعدة الإنسانية للمحتاجين والمتضررين ومجموعة متنوعة من برامج العمل المدني، كما ظلَّت القيادة مستعدة لتقديم الإغاثة في حالات الكوارث في جميع أنحاء المنطقة.

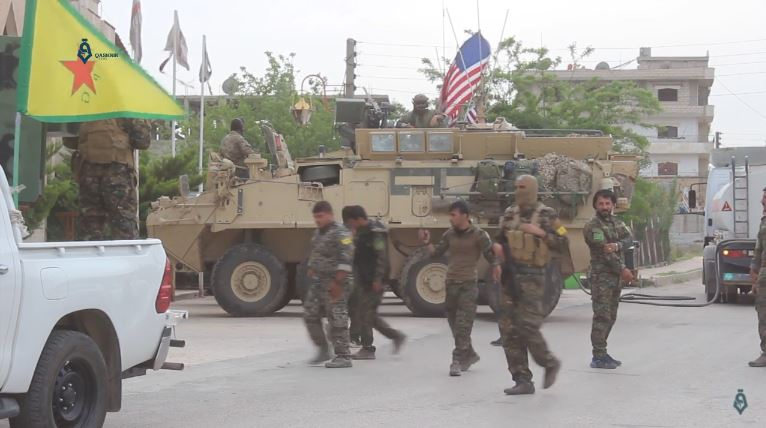
مركبة أمريكية مدرعة في مدينةِ الحسكة بدولة سوريا في أيار/مايو 2017

نقلت وزارة الدفاع في الأول من تشرين الأول/أكتوبر 2008 المسؤوليّة عن السودان وإريتريا وإثيوبيا وجيبوتي وكينيا والصومال إلى القيادة الأفريقية المنشأة حديثًا، فيما ظلَّت مصر – موطن مناورات النجم الساطع – تحتَ مسؤوليّة القيادة المركزية الأمريكيّة. على صعيدٍ آخرٍ، اختُرق في الحادي عشر من كانون الثاني/يناير 2015 حساب تويتر الخاص بالقيادة المركزية الأمريكية من قِبل المتعاطفين مع تنظيم الدولة الإسلامية (داعش)، وظلَّ الاختراقُ قائمًا لأقل من ساعة، ولم تُنشر من الحسابِ أيُّ معلومات سرية كما لم تُسرَّب أيّ معلوماتٍ أخرى من خادم القيادة المركزية بعد عمليّة الاختراق هذه.
اشتكى في آب/أغسطس 2015 محللو المخابرات العاملون في القيادة المركزية الأمريكية إلى وسائل الإعلام زاعمين أن القيادة العليا للقيادة المركزية كانت تُعدل أو تشوّه التقارير الاستخباراتية حول تنظيم الدولة الإسلامية في العراق والشام. أكملَ المفتش العام بوزارة الدفاع الأمريكية بحلول شباط/فبراير 2017 تحقيقاته في خصوصِ هذا الموضوع وبرَّأَ القيادة العليا للقيادة المركزية الأمريكية خالصًا إلى أن «مزاعم الاستخبارات حول تغيير بعض التقارير أو تعديلها أو تأخيرها عن قصدٍ من قِبل كبار مسؤولي القيادة المركزية الأمريكية من منتصف 2014 إلى منتصف 2015 كانت لا أساس لها إلى حدٍ كبيرٍ.» حثَّت تركيا في كانون الثاني/يناير 2018 الولايات المتحدة على سحب قواتها من مدينة منبج السورية قائلة إنها قد تتعرض لهجومٍ من القوات التركية ط ومع ذلك أكّد القائد السابق للقيادة المركزية الأمريكية جوزيف فوتيل التزامًا أمريكيًا بالإبقاء على القوات في منبج. صنَّفت الحكومة الإيرانية عام 2019 القيادة المركزية للولايات المتحدة «منظمة إرهابية» بعد أن وصفت إدارة ترامب الحرس الثوري الإيراني بنفس التسمية.

## الهيكل

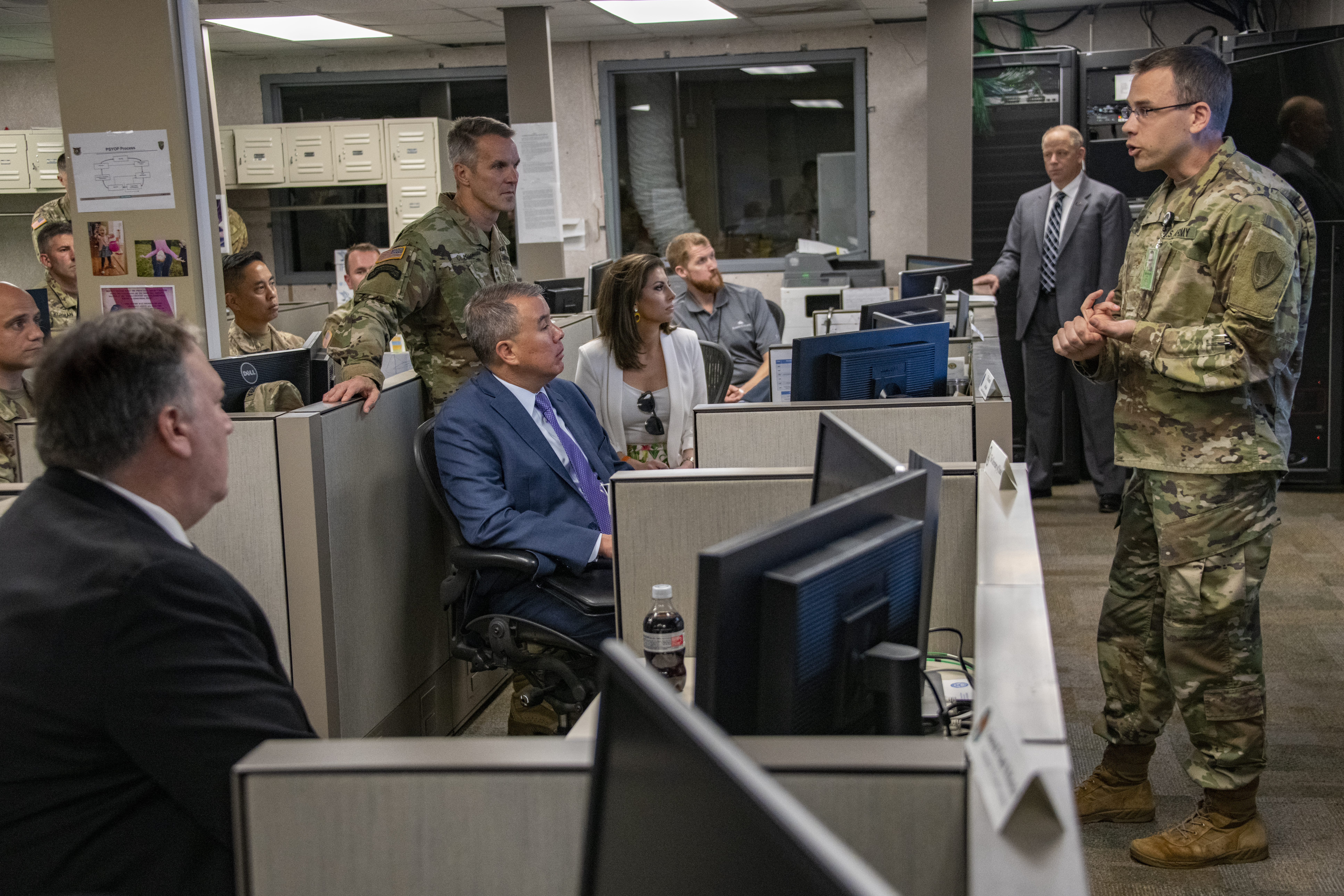
ضابطٌ في الجيش يُطلِع وزير الخارجية مايك بومبيو (إلى اليسار) على أنشطة وسائل التواصل الاجتماعي المناهضة لداعش (التُقطت الصورة في حزيران/يونيو 2018).

يَقعُ المقر الرئيسي للقيادة المركزية الأمريكية في قاعدة ماكديل الجوية في تامبا بولاية فلوريدا، حيثُ يتواجد بهذه القاعدة موظفي القيادة ورجال الاستخبارات والعمليات والخدمات اللوجستية والخطط والسياسات عدى عن الرجال المختصّين في أنظمة المعلومات والتدريب والتمارين والموارد وما إلى ذلك. يُعرف قسم الاستخبارات باسم مركز الاستخبارات المشتركة والذي يعمل كمركزِ استخباراتٍ مشتركٍ لتنسيق التقييماتِ الاستخباراتيّة. تحت إدارة المخابرات، هناك العديد من الأقسام بما في ذلك مركز التميُّز الأفغاني الباكستاني (بالإنجليزية: Afghanistan-Pakistan Center of Excellence)‏.
يتخذُ جيش الولايات المتحدة المركزي (يُعرف اختصارًا بـ USARCENT) والقيادة المركزية للقوات الجوية الأمريكية (تُعرف اختصارًا بـ USAFCENT) من قاعدة شاو الجوية في كارولاينا الجنوبية مقرًا لهما، فيما تتخذُ القيادة المركزية للقوات البحرية الأمريكية (تُعرف اختصارًا بـ USMARCENT) من قاعدة ماكديل الجوية في فلوريدا مقرًا لها،  أما القيادة الوسطى للقوات البحرية الأمريكية (تُعرف اختصارًا بـ USNAVCENT) فتتخذُ من القاعدة الأمريكيّة في مملكة البحرين مقرًا لها.
كانت هناك قوتانِ رئيسيتانِ تابعتانِ للقيادة المركزية، ومكلفتانِ بالاهتمامِ بالملفِّ الأفغانستاني: قوة المهام المشتركة 180 وقيادة القوات المشتركة في أفغانستان التي أُلغيت في شباط/فبراير 2007، قبل أن تُوجَّه قوات المساعدة الدولية لإرساء الأمن في أفغانستان لقيادة معظم القوات الأمريكية في أفغانستان، وتولَّى الجنرال الأمريكي دان ك. مكنيل قيادتها.
هناك عددٌ من القواعد المؤقّتة التابعة للقيادة المركزية الأمريكية بما في ذلك القاعدة المركزية في الأردن والتي أُعلن عن تأسيسها في نيسان/أبريل 2013. كان الغرض المُعلَن للقاعدة في الأردن هو العمل مع القوات المسلحة الأردنية لتحسين قدرات الأخيرة، ومع ذلك فقد كانت هناك تكهناتٌ بأن هناك أسباب أخرى لتأسيسها بما في ذلك العمل منها كقاعدة يُمكن من خلالها شنّ غارات على سوريا للاستيلاء على أسلحة الدمار الشامل السورية إذا لزم الأمر، وكقاعدة انطلاقٍ لعملٍ عسكري أمريكي وشيكٍ في سوريا. نُقلت في الأول من تشرين الأول/أكتوبر 2008 قوة العمل المشتركة الموحدة في القرن الأفريقي في معسكر ليمونير بدولة جيبوتي إلى القيادة العسكرية الأمريكية في إفريقيا.

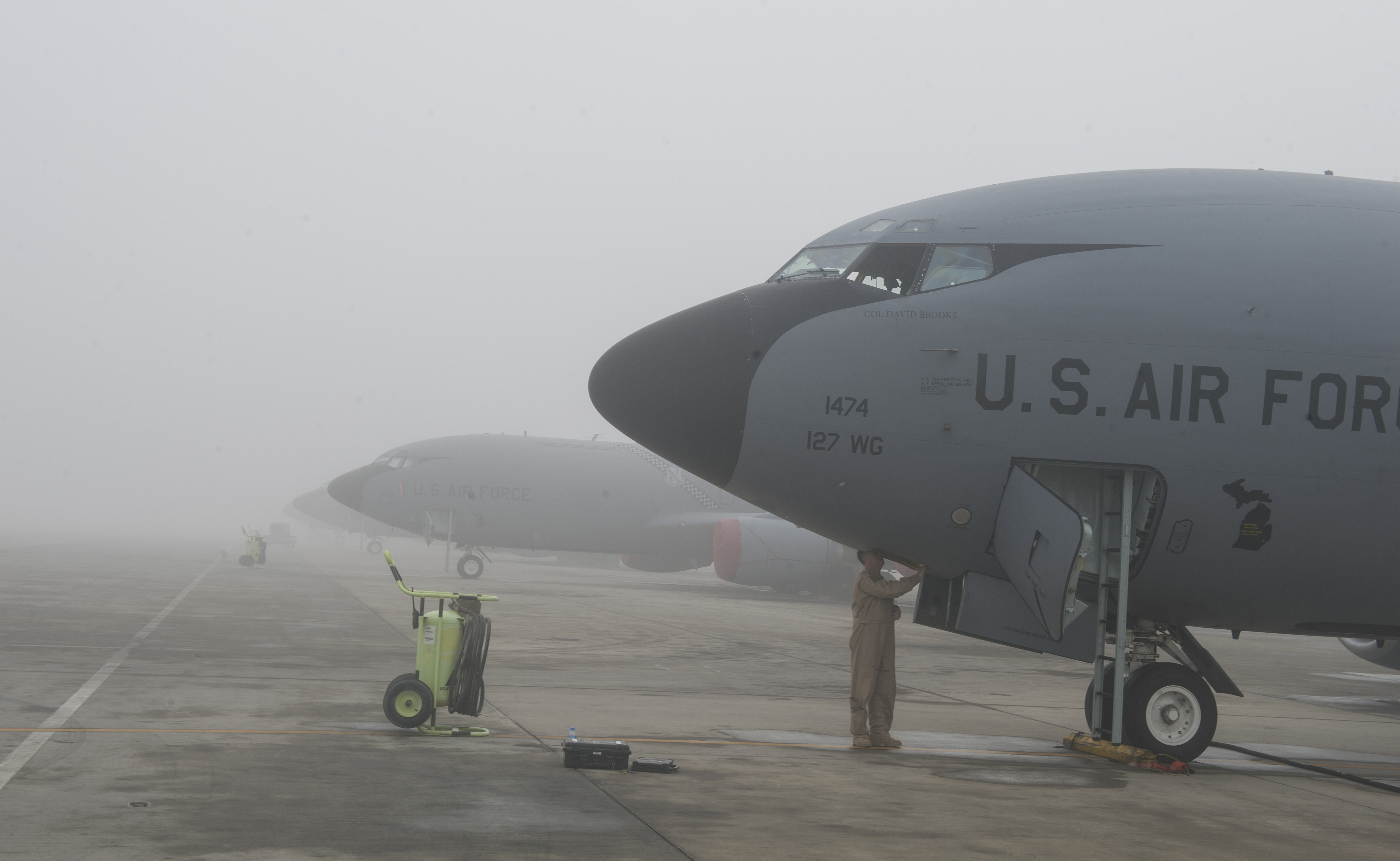
قاعدة العديد الجوية في قطر

تعملُ عناصر من قيادات المقاتلين الموحَّدة الأخرى وخاصة قيادة العمليات الخاصة الأمريكية في منطقة القيادة المركزية الأمريكية، ويبدو أن قيادة العمليات الخاصة المركزية لا تنضوي تحتَ لوائها قيادة العمليات الخاصة المشتركة على غِرار قوة دلتا وأرمي رينجرز الذي يتولى مهمة متابعة أهداف ذات قيمة عالية ومهمّة مثل عناصر تنظيمي القاعدة وطالبان منذ الحادي عشر من أيلول/سبتمبر 2001، وبدلاً من ذلك فإنَّ تي إف 77 التي بدأت كقوة المهام 11 وخضعت لعدد من التغييرات في الاسم/الرقم تتبعُ مباشرة قيادة العمليات الخاصة المركزية وهي جزءٌ من قيادة العمليات الخاصة للولايات المتحدة.
نُشرت اعتبارًا من عام 2015 قوات القيادة المركزية الأمريكية بشكلٍ أساسي في العراق وأفغانستان في أدوار قتالية، ولها «أدوارٌ داعمةٌ» في قواعد عسكريّة في كلٍ من الكويت والبحرين وقطر والإمارات العربية المتحدة وسلطنة عمان وباكستان وآسيا الوسطى، كما نُشرت قوات القيادة المركزية الأمريكية في الأردن والمملكة العربية السعودية.

## النطاق الجغرافي

النطاق الجغرافي للقيادة المركزية للولايات المتحدة اعتبارًا من الأول من حزيران/يونيو 2018

مع إنشاء القيادة المركزية الأمريكية عام 1983، أصبحت كلٌ من مصر والسودان وكينيا وإثيوبيا والصومال وجيبوتي ضمن منطقة المسؤولية، وهكذا نفذت القيادة المركزية عددًا من التمارين والتداريب العسكريّة مع هذه الدول بالإضافة إلى تدريبٍ عسكريّ كبيرٍ مع عمان من التاسع والعشرين من تشرين الثاني/نوفمبر 1982 إلى الثامن من كانون الأول/ديسمبر 1982.:404
مع أنَّ إسرائيل محاطةٌ بدول تقعُ ضمنَ مسؤولية القيادة المركزية الأمريكية إلّا أنها تُعتبر من مسؤولية القيادة العسكرية الأمريكية في أوروبا. أعرب في هذا السياق الجنرال نورمان شوارتسكوف عن موقفه بشأن إسرائيل بصراحة في سيرته الذاتية عام 1992 حيثُ جاء فيها: «القيادة الأوروبية أبقت إسرائيل ضمن نطاق مسؤولياتها وكان هذا أمرًا جيدًا من وجهة نظري: كنت أواجهُ صعوبةً في إقناعِ العرب بإدراك القيادة المركزية للفوارق الجيوسياسية الدقيقة إذا كانت إحدى نقاط التوقف في خط سير رحلتي هي تل أبيب.:318»
أُعن في السابع من شباط/فبراير 2007 عن خطط لإنشاء القيادة العسكرية الأمريكية في إفريقيا والتي تولَّت مسؤولية العمليات العسكرية الأمريكية عبر إفريقيا باستثناء مصر التي بقيت ضمن مسؤولية القيادة الأولى، ومعَ الأول من تشرين الأول/أكتوبر 2008 بدأت قوة العمل المشتركة الموحدة في القرن الأفريقي وهي القوة الرئيسية للقيادة المركزية في القارة بتقديم التقارير إلى القيادة العسكرية الأمريكية في إفريقيا في شتوتغارت بدلاً من القيادة المركزية في تامبا.
تستخدمُ وزارة الدفاع عددًا متغيرًا من المواقع الأساسية وفقًا لمستوى عملياتها، فمع استمرار الحرب في العراق وأفغانستان عام 2003 استخدمت القوات الجوية الأمريكية خمسة وثلاثين قاعدة بينما استخدمت في عام 2006 أربعة عشر قاعدة بما في ذلك أربعٌ في العراق. تحتفظُ في المقابل البحرية الأمريكية بقاعدة رئيسية واحدة مع قواعد أصغر تنتشرُ فيها قوات مشاة بحرية الولايات المتحدة، حرس السواحل الأمريكي بالإضافةِ إلى وحدات الطيران.

## قائمة القادة
هذه قائمةٌ بقادة القيادة المركزية للولايات المتحدة:
| تسلسل        | صورة | أسم                     | الخدمة                           | بداية                       | نهاية                       | فترة الخدمة                |
| ------------ | ---- | ----------------------- | -------------------------------- | --------------------------- | --------------------------- | -------------------------- |
| 1            |      | جنرال روبرت كينغستون    | القوات البرية للولايات المتحدة   | 1 يناير/كانون الثاني 1983   | 27 تشرين الثاني/نوفمبر 1985 | سنتان و10 أشهرٍ و26 يومًا    |
| 2            |      | جنرال جورج كريست        | قوات مشاة بحرية الولايات المتحدة | 27 تشرين الثاني/نوفمبر 1985 | 23 تشرين الثاني/نوفمبر 1988 | سنتان و11 شهرًا و27 يومًا    |
| 3            |      | جنرال نورمان شوارتسكوف  | القوات البرية للولايات المتحدة   | 23 تشرين الثاني/نوفمبر 1988 | 9 أب/أغسطس 1991             | سنتان و8 أشهرٍ و17 يومًا     |
| 4            |      | جنرال جوزيف هور         | قوات مشاة بحرية الولايات المتحدة | 9 اب /أغسطس 1991            | 5 اب /أغسطس 1994            | سنتان و11 شهرًا و27 يومًا    |
| 5            |      | جنرال بينفورد ببي       | القوات البرية للولايات المتحدة   | 5 اب/أغسطس 1994             | 13 اب/أغسطس 1997            | 3 سنواتٍ و8 أيامٍ            |
| 6            |      | جنرال أنتوني زيني       | قوات مشاة بحرية الولايات المتحدة | 13 اب/أغسطس 1997            | 6 تموز/يوليو 2000           | سنتان و10 أشهرٍ و23 يومًا    |
| 7            |      | جنرال تومي فرانكس       | القوات البرية للولايات المتحدة   | 6 تموز/يوليو 2000           | 7 تموز/يولية 2003           | 3 سنواتٍ ويومًا واحدًا        |
| 8            |      | جنرال جون أبي زيد       | القوات البرية للولايات المتحدة   | 7 تموز/يوليو 2003           | 16 مارس/أذار 2007           | 3 سنواتٍ و8 أشهرٍ و9 أيامٍ    |
| 9            |      | جنرال وليام ج. فالون    | قوات مشاة بحرية الولايات المتحدة | 16 اذار/مارس 2007           | 28 اذار/مارس 2008           | سنةً واحدةً و12 يومًا         |
| — (بالنيابة) |      | جنرال فريق مارتن ديمبسي | القوات البرية للولايات المتحدة   | 28 مارس/اذار 2008           | 31 تشرين الأول/أكتوبر 2008  | 7 أشهرٍ و3 أيامٍ             |
| 10           |      | جنرال ديفيد بتريوس      | القوات البرية للولايات المتحدة   | 31 تشرين الأول/أكتوبر 2008  | 30 حزيران/ يونية 2010       | سنةً واحدةً و7 أشهرٍ و30 يومًا |
| — (بالنيابة) |      | الفريق جون ألين         | قوات مشاة بحرية الولايات المتحدة | 30 حزيران/يونية 2010        | 11 اب/أغسطس 2010            | شهرًا واحدًا و12 يومًا        |
| 11           |      | جنرال جيمس ماتيس        | قوات مشاة بحرية الولايات المتحدة | 11 اب/أغسطس 2010            | 22 مارس/أذار 2013           | سنتان و7 أشهرٍ و11 يومًا     |
| 12           |      | جنرال لويد أوستن        | القوات البرية للولايات المتحدة   | 22 مارس/أذار 2013           | 30 مارس/أذار 2016           | 3 سنواتٍ و8 أيامٍ            |
| 13           |      | جنرال جوزيف فوتيل       | القوات البرية للولايات المتحدة   | 30 مارس 2016                | 28 مارس 2019                | سنتان و11 شهرًا و26 يومًا    |
| 14           |      | جنرال كينيث مكينزي      | قوات مشاة بحرية الولايات المتحدة | 28 مارس 2019                | 1 أبريل 2022                | 3 سنواتٍ و4 أيامٍ            |
| 15           |      | جنرال مايكل كوريلا      | القوات البرية للولايات المتحدة   | 1 أبريل 2022                | في المنصب                   | سنتان و11 شهرًا و20 يومًا    |